# فیل گوتکین
فیل گوتکین (انگلیسی: Phil Gwatkin؛ ۵ اوت ۱۹۲۹ – ۹ ژوئیهٔ ۲۰۰۶) بازیکن فوتبال بود.
از باشگاه‌هایی که در آن بازی کرده‌است می‌توان به باشگاه فوتبال نورتویچ ویکتوریا، باشگاه فوتبال ترانمره راورز، و باشگاه فوتبال ورکسام اشاره کرد.